# Hummuli
Hummuli (deutsch: Hummelshof) ist eine Landgemeinde im estnischen Kreis Valga mit einer Fläche von 162,7 km². Sie hat 1060 Einwohner (1. Januar 2006).
Neben dem Hauptort Hummuli (432 Einwohner) umfasst die Gemeinde die Dörfer Aitsra, Alamõisa, Jeti, Kulli, Piiri und Puide.

## Geschichte
Hummuli wurde erstmals 1226 in einem Teilungsvertrag zwischen dem Bischof von Tartu und dem Deutschen Orden urkundlich erwähnt (Terra Humularia).
Bei Hummelshof kam es während des Großen Nordischen Krieges am 29. Juli 1702 zum Gefecht bei Hummelshof zwischen den Armeen des schwedischen Königs Karl XII. und der Armee des Zaren von Russland Peter dem Großen.

## Herrenhaus Hummelshof

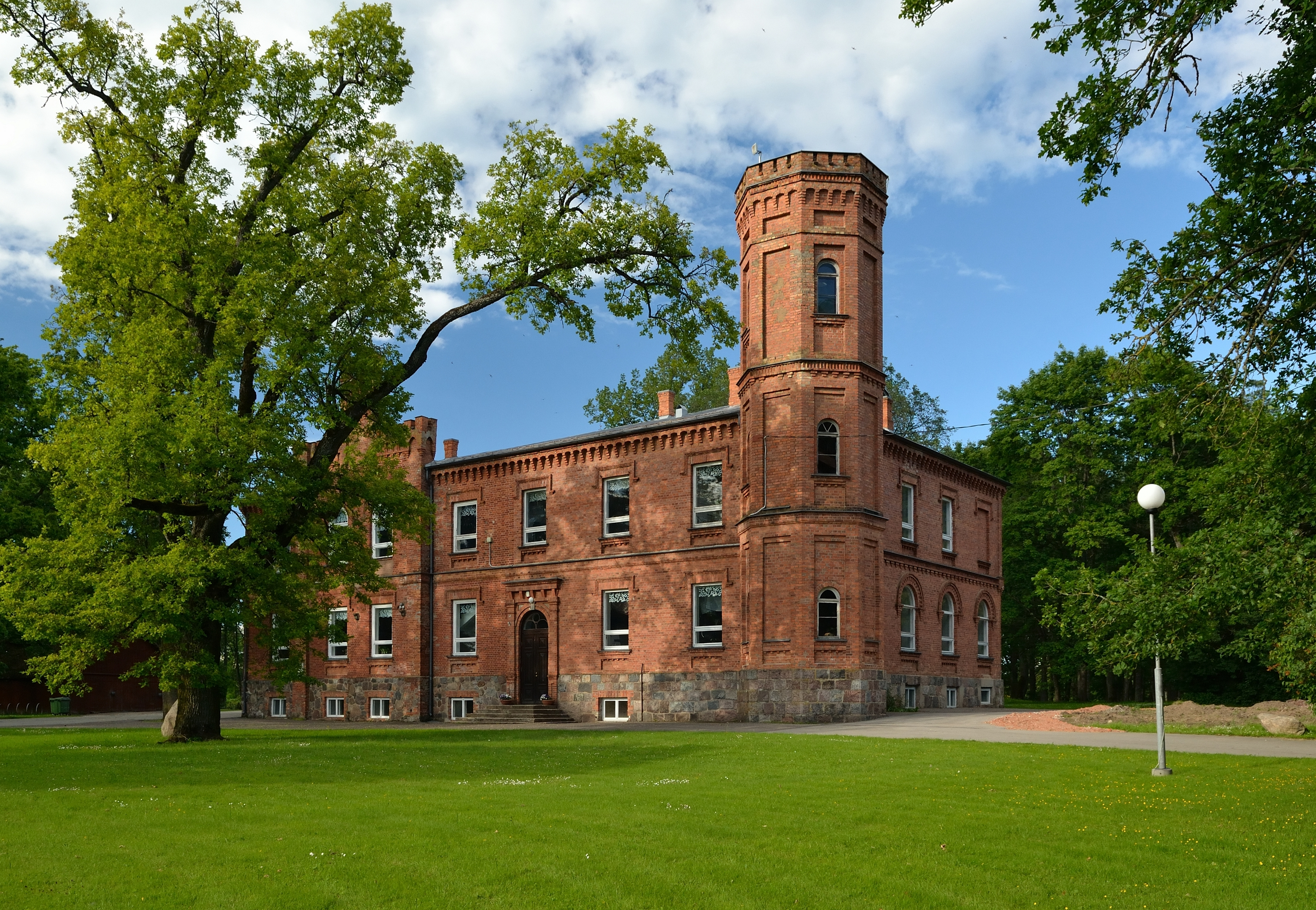
Herrenhaus Hummelshof

Die Geschichte des Herrenhauses Hummelshof reicht bis mindestens 1470 zurück. Das heutige Gebäude stammt aus den 1860er Jahren als das Anwesen der Adelsfamilie Samson von Himmelstjerna gehörte, die bis 1914 in dessen Besitz blieben. Heute befindet sich im Herrenhaus eine Schule.
Zum Gut Hummelshof gehörten ausgedehnte Wäldereien.